# 1946 في النرويج
فيما يلي قوائم الأحداث التي وقعت خلال عام 1946 في النرويج.

## سياسة

### انتهاء فترة المنصب
- 2 فبراير – تريغفه لي وزير الخارجية في النرويج.

## رياضة
- 1 يناير – بطولة أوروبا لألعاب القوى 1946

## مواليد

### مارس
- 30 مارس – سفين إريك بولسن ملاكم نرويجي.

### نوفمبر
- 7 نوفمبر – آن ماريت ياكوبسن ممثلة نرويجية.

## وفيات

### أبريل
- 9 أبريل – رولف آس (مواليد 1891) لاعب كرة قدم نرويجي.

### ديسمبر
- 13 ديسمبر – إيجل إيدي (مواليد 1868)